# Bibio lepidus
Bibio lepidus är en tvåvingeart som beskrevs av Friedrich Hermann Loew 1871. Bibio lepidus ingår i släktet Bibio och familjen hårmyggor. Arten är reproducerande i Sverige. Inga underarter finns listade i Catalogue of Life.

## Bildgalleri

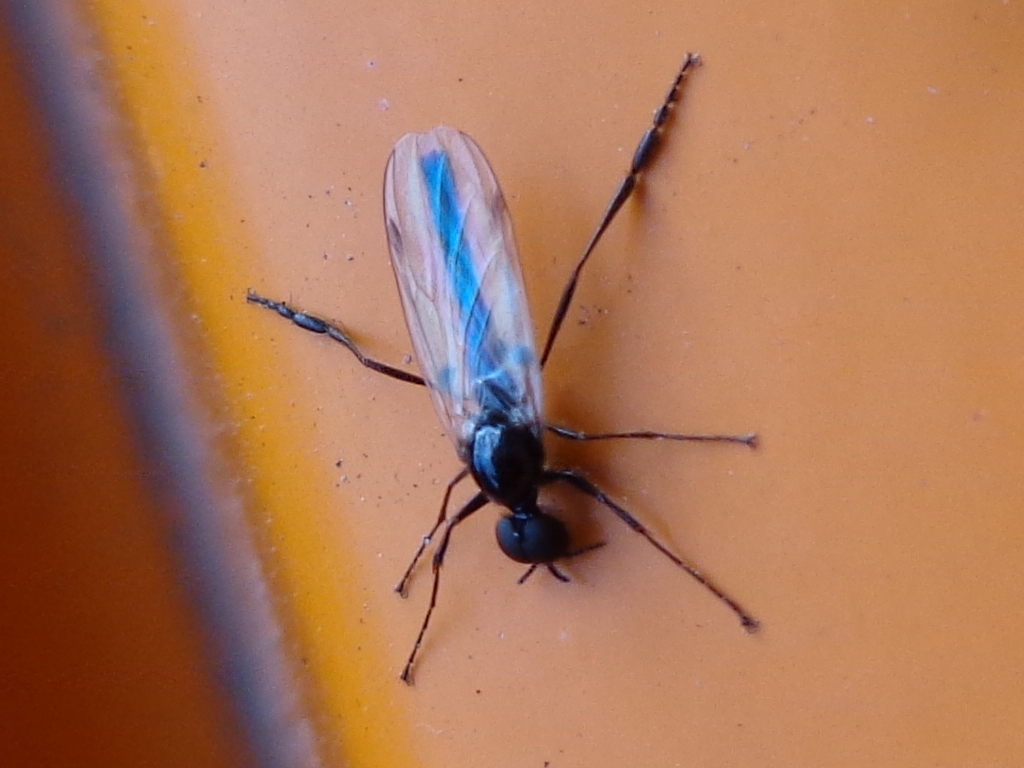